# Cees van Drongelen
Cornelis Pieter (Cees) van Drongelen (Delft, 22 oktober 1936 – Soest, 20 mei 2021) was een Nederlands radio- en tv-presentator.

## Loopbaan
Van Drongelen begon zijn carrière in de jaren 1950 bij AVRO's jeugdafdeling Minjon. Vanaf 1958 was hij als purser werkzaam bij de KLM. In januari 1963 werd hij omroeper bij de Wereldomroep. Op de radio presenteerde hij vanaf 1964 AVRO's Radiojournaal, zijn debuut op de televisie was bij het actualiteitenprogramma Televizier. Later presenteerde hij ook programma's als AVRO's Sterrenslag, Jonge mensen op (weg naar) het concertpodium en het Prinsengrachtconcert. De meeste bekendheid genoot hij als presentator van het programma Tussen Kunst & Kitsch, de Nederlandse versie van het BBC-programma Antiques Roadshow, waarvan hij in achttien jaar 250 afleveringen presenteerde. Met Liesbeth Brandt Corstius en Simone Wiegel presenteerde hij in 1995 en 1996 het programma Kunst te kijk, waarin eigentijdse kunstwerken verloot werden.
In zijn vrije tijd schreef Van Drongelen erotische limericks. In 1992 verscheen daarvan de bundel Een golfende Goeroe uit Bombay... In 2001 werd hij tijdens een bezoek aan Zuid-Afrika op straat overvallen en neergestoken.
Cees van Drongelen ging in 2002 met pensioen en werd bij Tussen Kunst & Kitsch opgevolgd door Nelleke van der Krogt. Hij overleed in 2021 op 84-jarige leeftijd.